# 黄石市体育場
黄石市体育場（こうせきしたいいくじょう、簡体字中国語: 黄石市体育场、英: Huangshi Stadium）は、中華人民共和国の湖北省黄石市にある多目的スタジアムである。

## 概要
1953年に設立された。収容人数は20,000人、総敷地面積は25,620平方メートル。主にサッカーの試合に用いられる。中国サッカー・甲級リーグに所属する湖北華凱爾がホームスタジアムとして使用している。隣には1986年に設立された黄石市新体育館が隣接しており、全体で黄石体育中心（黄石スポーツセンター）と呼ぶこともある。

## 交通アクセス
中国国鉄の黄石東駅より徒歩約5分。現在建設中の武黄都市間鉄道の黄石北駅からもほぼ同じ。